# Добромир Жечев
Добромир Георгієв Жечев (болг. Добромир Георгиев Жечев, нар. 12 листопада 1942, Софія) — болгарський футболіст, що грав на позиції захисника. По завершенні ігрової кар'єри — тренер.
Виступав за клуби «Спартак» (Софія) та «Левскі», а також національну збірну Болгарії. Єдиний болгарський футболіст, щоб був учасником чотирьох чемпіонатів світу.

## Клубна кар'єра
У дорослому футболі дебютував 1959 року виступами за команду клубу «Спартак» (Софія), в якій провів дев'ять сезонів. 
1968 року перейшов до клубу «Левскі», за який відіграв 7 сезонів.  Більшість часу, проведеного у складі «Левскі», був основним гравцем захисту команди. За цей час двічі виборював титул чемпіона Болгарії. Завершив професійну кар'єру футболіста виступами за команду «Левскі» у 1975 році.

## Виступи за збірну
1961 року дебютував в офіційних матчах у складі національної збірної Болгарії. Протягом кар'єри у національній команді, яка тривала 14 років, провів у формі головної команди країни 73 матчі, забивши 2 голи.
1962 року був учасником чемпіонату світу 1962 року у Чилі, де взяв участь лише в одній грі — матчі проти збірної Англії (0:0). 
За чотири роки, вже в статусі основного захисника болгарської збірної, відіграв в усіх її матчах на чемпіонаті світу 1966 року в Англії, де болгари зазнали трьох поразок на груповому етапі.
На чемпіонаті світу 1970 року в Мексиці взяв участь у двох іграх групового етапу проти Німеччини і Марокко. В останній грі став автором єдиного для болгарської збірної гола, який приніс їй нічию з рахунком 1:1 та, відповідно, єдине очко у турнірній таблиці групового етапу.
1974 року був включений до заявки збірної до участі у тогорічному чемпіонаті світі, що проходив у ФРН. На цьому мундіалі знову був резервним гравцем і на поле не виходив. Утім цей виклик до збірної дозволив йому стати першим і наразі єдиним серед болгарських футболістів учасником фінальних частин чотирьох чемпіонатів світу.

## Кар'єра тренера
Розпочав тренерську кар'єру відразу ж по завершенні кар'єри гравця, 1975 року, очоливши тренерський штаб команди грецького «Аріса».
1981 року став головним тренером команди «Левскі», тренував команду з Софії два роки.
Протягом 1985–1988 років очолював команду клубу «Локомотив» (Горішня Оряховиця).
1989 року не деякий час повертався на тренерський місток «Левскі».

## Титули і досягнення
- Чемпіон Болгарії (2):

«Левскі»: 1969-1970, 1973-1974
- Володар Кубка Болгарії (2):

«Левскі»: 1970, 1971
- Чемпіон Європи (U-18): 1959